# Lukas Hasler

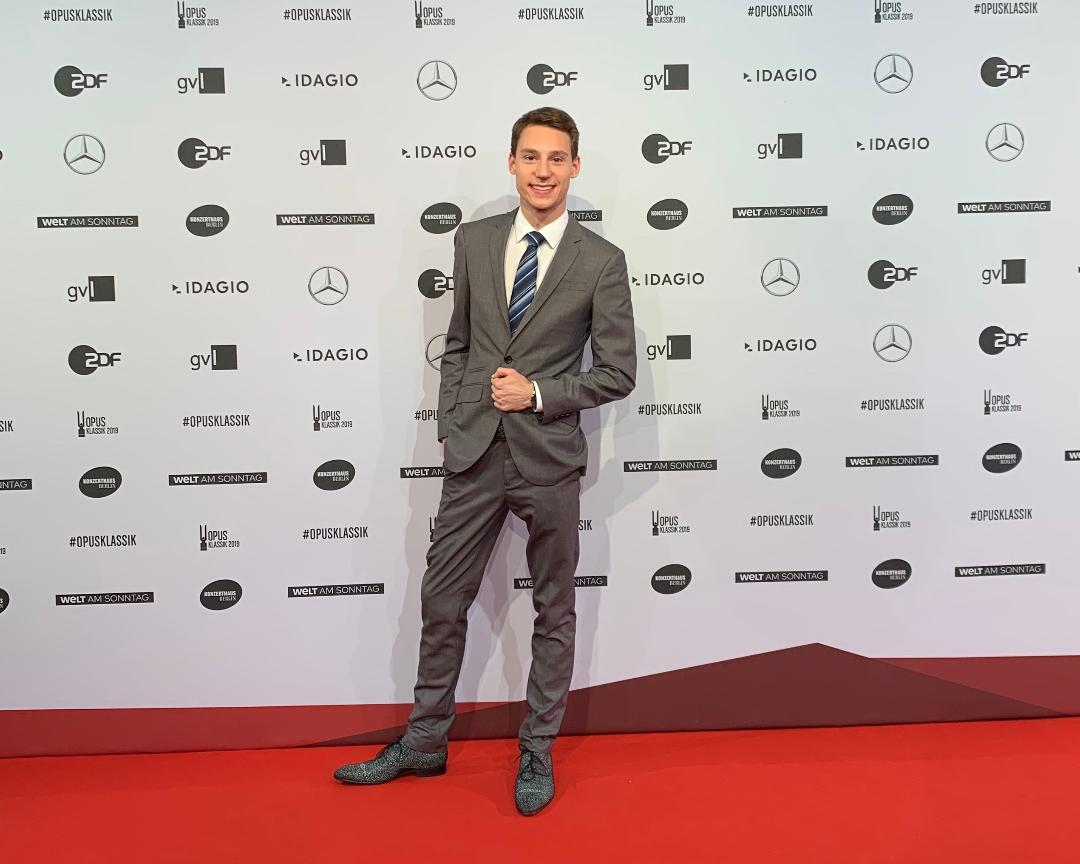
Lukas Hasler beim Opus Klassik in Berlin (2019)

Lukas Hasler (* 15. März 1996 in Rottenmann) ist ein österreichischer Konzertorganist, Komponist und Chorleiter.

## Werdegang
Hasler wuchs in der Obersteiermark auf. Frühzeitig erlernte er das Klavier- und Orgelspiel und war kirchenmusikalisch tätig. Er besuchte das Stiftsgymnasium Admont und wurde im Alter von 16 Jahren in die Orgel-Vorbereitungsklasse der Universität für Musik und Darstellende Kunst Graz aufgenommen. Nach der Matura führte er dort das Instrumentalstudium Orgel weiter und schloss es 2022 mit dem Master of Arts ab. Ergänzend nahm er an Meisterkursen teil, u. a. bei Jean Guillou, Ton Koopman, Ludger Lohmann und Skip Sempé. Des Weiteren studierte er an der Universität Hamburg Kultur- und Medienmanagement, das er 2019 mit dem Master abschloss. Er lebte zwischenzeitlich in New York und Straßburg, wo er auch Orgel und Improvisation an der Académie Supérieure de Musique de Strasbourg studierte. Zurzeit lebt Lukas Hasler in Los Angeles und Wien.

## Künstlerische Aktivitäten
Hasler konzertiert weltweit, vor allem in Europa, Asien und in den USA. Er leitet zudem den „PaltenKlang-Chor“ in seiner Heimatregion. Er betreibt einige Social-Media-Kanäle, darunter seit 2011 einen YouTube-Kanal.
Lukas Hasler hatte Auftritte auf dem Fest zur Eröffnung der Salzburger Festspiele, bei den Tiroler Festspielen Erl, beim Orgelsommer an der St. Florianer Brucknerorgel, beim Internationalen Orgelfestival Düsseldorf und beim Russischen Musikfestival der Philharmonie von Wolgograd. Er gibt auch regelmäßig internationale Meisterkurse u. a. am Konservatorium in Madrid.
2022 war er der erste klassische Musiker, der nach Kriegsbeginn in der Ukraine dort auftrat und zwei Benefizkonzerte im Konzerthaus von Lviv für die Kriegsopfer spielte.

## Auszeichnungen
- 2012: Steirischer Landessieg „Prima la Musica“ in Graz
- 2012: Bundessieg „Prima la Musica“ in Fohnsdorf
- 2013: Steirischer Landeskulturpreis[7]
- 2014: Steirischer Landessieg „Prima la Musica“ in Graz
- 2014: Bundessieg „Prima la Musica“ in Wien
- 2014: Gewinn des „Bärenreiter“-Sonderpreises
- 2015: Finalist des Kompositionswettbewerbes „Jugend komponiert“
- 2019: Gewinn des „Grand Prix“ beim Internationalen Orgelwettbewerb in Malta[8]
- 2020: Wahl zum „Newcomer des Jahres“ der Kleinen Zeitung[9]

## Diskografie
- CD-Mitwirkung „Thesaurus Eius“ – Les Choeurs de Saint-Georges Lyon (2017)[10]
- „A Portrait“ (2019)[11][12]
- „From Austria with Love“ (2020)[13]
- „Fantasy and Fugue on the Theme B-A-C-H“ (2021)
- SWR2 „Musikmomente“: Zur Interpretation von Prélude et fugue en si majeur op. 7 Nr. 1 von Marcel Dupré (2021).[14]

## Kompositionen (Auswahl)
- Suite de la Philomène für Violine und Klavier (2014)[15]
- Orgelfantasie op. 2 (2013)

## Schriften
- Chancen, Risiken und Ziele des Online-Fundraising am Beispiel von AIMS: Amerikanische Musiker auf der Reise nach Europa. AV Akademikerverlag, ISBN 978-620-2-20644-0.